# V838 Herculis
Nova
Binaire à éclipses
V838 Herculis (ou Nova Herculis 1991) est une nova qui survint en 1991 dans la constellation d'Hercule. Elle atteignit une magnitude minimale (correspondant à une luminosité maximale) de 5,0.

## Coordonnées
- Ascension droite : 18h 46m 31,55s
- Déclinaison : +12° 14′ 05,0″